# Retta (attrice)
Marietta Sangai Sirleaf, meglio conosciuta come Retta (Newark, 12 aprile 1970), è una comica e attrice statunitense.

## Biografia
È la nipote di Ellen Johnson Sirleaf.

## Filmografia

### Cinema
- Slackers, regia di Dewey Nicks (2002)
- Tutti i numeri del sesso (Sex and Death 101), regia di Daniel Waters (2007)
- Il caso Thomas Crawford (Fracture), regia di Gregory Hoblit (2007)
- First Sunday - Non c'è più religione (First Sunday), regia di David E. Talbert (2008)
- Alvin Superstar - Nessuno ci può fermare (Alvin and the Chipmunks: The Road Chip), regia di Walt Becker (2015)
- Other People, regia di Chris Kelly (2016)
- Fino all'osso (To the Bone), regia di Marti Noxon (2017)
- LEGO Ninjago - Il film (The LEGO Ninjago Movie), regia di Charlie Bean (2017) – voce
- 2 gran figli di... (Father Figures), regia di Lawrence Sher (2017)
- Good Boys - Quei cattivi ragazzi (Good Boys), regia di Gene Stupnitsky (2019)
- Hit Man - Killer per caso (Hit Man), regia di Richard Linklater (2023)

### Televisione
- C'è sempre il sole a Philadelphia (It's Always Sunny in Philadelphia) – serie TV, episodio 4x12 (2008)
- Jimmy Kimmel Live! – programma televisivo, episodio 7x46 (2009)
- Parks and Recreation – serie TV, 120 episodi (2009-2015)
- Girlfriends' Guide to Divorce – serie TV, 16 episodi (2015-2018)
- Good Girls – serie TV (2018-2021)
- Big Mouth – serie TV, episodio 3x07 (2019) – voce
- Elsbeth – serie TV, episodio 1x04 (2024)

## Doppiatrici italiane
Nelle versioni in italiano delle opere in cui ha recitato, Retta è stata doppiata da:
- Emanuela Baroni in To The Bone - Fino all'osso, Alvin Superstar - Nessuno ci può fermare, Girlfriends' Guide to Divorce
- Alessandra Cassioli in Parks and Recreation, Tutti i numeri del sesso
- Dania Cericola in C'è sempre il sole a Philadelphia, Good Girls
- Sabrina Duranti in Other People
- Laura Romano in Hit Man - Killer per caso